# Konstantin Fjodorowitsch Dankewitsch
Konstantin Fjodorowitsch Dankewitsch (russisch Константин Фёдорович Данькевич, ukrainisch Костянтин Федорович Данькевич Kostjantyn Fedorowytsch Dankewitsch; * 11. Dezemberjul. / 24. Dezember 1905greg. in Odessa; † 26. Februar 1984 in Kiew) war ein sowjetisch-ukrainischer Komponist, Pianist, Dirigent und Hochschullehrer.

## Leben
Dankewitsch studierte ab 1921 am Odessaer Musikdramatischen L.-van-Beethoven-Institut in der Klavier-Klasse bei M. I. Rybizka und in der Komposition-Klasse bei Wassili Solotarjow, Porfiri Moltschanow und Mykola Wilinskyj, der Dankewitschs Talent bemerkt und ihn zum Kompositionsstudium überredet hatte und jahrzehntelang sein Freund blieb. 1929 schloss Dankewitsch das Studium mit Auszeichnung ab.
Dankewitsch blieb am Institut (ab 1934 Konservatorium) und unterrichtete die theoretischen Fächer. 1935 wurde er zum Dozenten ernannt.
Während des Deutsch-Sowjetischen Kriegs arbeitete Dankewitsch in der Kunstverwaltung des Rats der Volkskommissare der Georgischen SSR in Tiflis. 1942–1943 war er künstlerischer Leiter des Gesangs- und Tanzensembles der Transkaukasus-Truppen des NKWD in Tiflis.
1944–1951 war Dankewitsch Direktor des Konservatoriums und leitete den Lehrstuhl für Komposition. 1948 folgte die Ernennung zum Professor. Konstantin Mjaskow war einer seiner Schüler.
1953 wurde Dankewitsch Professor des Kiewer Konservatoriums (bis 1969). Er trat als Pianist und Dirigent auf.
Dankewitsch war seit 1941 Mitglied der Komponisten-Union der USSR (1956–1967 Vorstandsvorsitzender). 1948–1967 war er Vorstandsmitglied der Komponisten-Union der UdSSR und ab 1957 deren Sekretär.
Dankewitsch war Mitglied der KPdSU seit 1946, Abgeordneter des Obersten Sowjets der USSR (1955–1967) und wurde wiederholt in den Kiewer Stadtsowjet gewählt. Er war Mitglied des Sowjetischen Komitees des Weltfriedensrats. Er war Vorstandsvorsitzender der Gesellschaft für Rumänisch-Sowjetische Freundschaft und Mitglied des Komitees für den Leninpreis und den Staatspreis der UdSSR im Bereich Literatur, Kunst und Architektur des Ministerrats der UdSSR.
Dankewitsch starb in Kiew und wurde auf dem Baikowe-Friedhof begraben.

## Ehrungen, Preise
- Preis des 1. Allukrainischen Pianistenwettbewerbs 1930 in Charkow[1]
- Verdienter Künstler der USSR (1941)[2]
- Medaille „Für heldenmütige Arbeit im Großen Vaterländischen Krieg 1941–1945“
- Volkskünstler der USSR
- Orden des Roten Banners der Arbeit (1951)
- Volkskünstler der UdSSR (1954)[2]
- Leninorden (1960)
- T.-Schewtschenko-Staatspreis der USSR für die Oper Bohdan Chmelnyzkyj (1978)[2]
- Medaille „Zum 1500-jährigen Jubiläum Kiews“

## Werke (Auswahl)
- Oper Tragische Nacht nach einem Gedicht von Alexander Besymenski (1934)[2]
- Oper Bohdan Chmelnyzkyj über den Kosaken-Hetman Bohdan Chmelnyzkyj (1948, Libretto: Oleksandr Kornijtschuk und Wanda Wasilewska) zum 300. Jahrestag der Wiedervereinigung der Ukraine mit Russland.[3] Nach der Erstaufführung am 29. Januar 1951 in Kiew und der Aufführung im Juni 1951 in Moskau anlässlich der ukrainischen Kunst- und Literatur-Dekade wurde in einem Prawda-Artikel kritisiert, dass in der Oper die Leiden der Massen unter dem polnischen Adel nicht deutlich genug dargestellt wurden. Ukrainische Autoritäten kritisierten zusätzlich die ungenügende Würdigung der historischen russisch-ukrainischen Freundschaft. Nach mehrfachen Änderungen wurde die Aufführung der revidierten Oper in Moskau im Mai 1954 allgemein gut aufgenommen.[5]
- Oper Nasar Stodolja nach dem Schauspiel von Taras Schewtschenko (1960)[2]
- Ballett Lilaja nach Motiven aus Taras Schewtschenkos Gedichtsammlung Kobsar (1939)[2]
- Oratorium Oktober mit Worten von Wassyl Ellan-Blakytnyj, Pawlo Tytschyna, Alexander Besymenski, Mykola Baschan, Maksym Rylskyj und Andrij Malyschko (1957)[2]
- Chor Die Leninisten marschieren mit Worten von Wolodymyr Sosjura (1928) und andere Chöre
- 10 Romanzen und etwa 100 Lieder nach Worten von Alexander Puschkin, Michail Lermontow, Taras Schewtschenko, Iwan Franko, Maksym Rylskyj, Margarita Aliger, Pawlo Tytschyna, Wolodymyr Sosjura, Stepan Rudanskyj u. a.
- vielfältige Instrumentalmusik
- Musik zu Puschkins Boris Godunow (1937), Shakespeares Othello (1937),[2] Viel Lärm um nichts (1939), Hamlet (1956), Lermontows Maskerade (1949), Goldonis Der Diener zweier Herren (1934) u. a. sowie auch Filmmusik für verschiedene Filme